# Gerhard Mitter

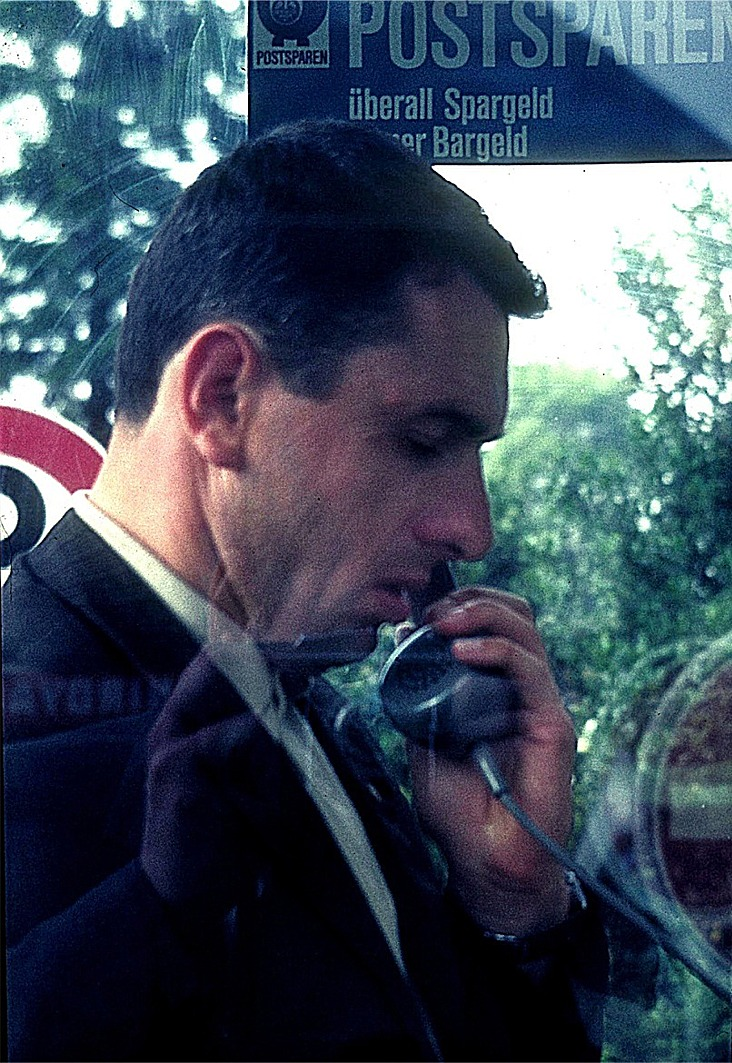
Gerhard Mitter in 1968.

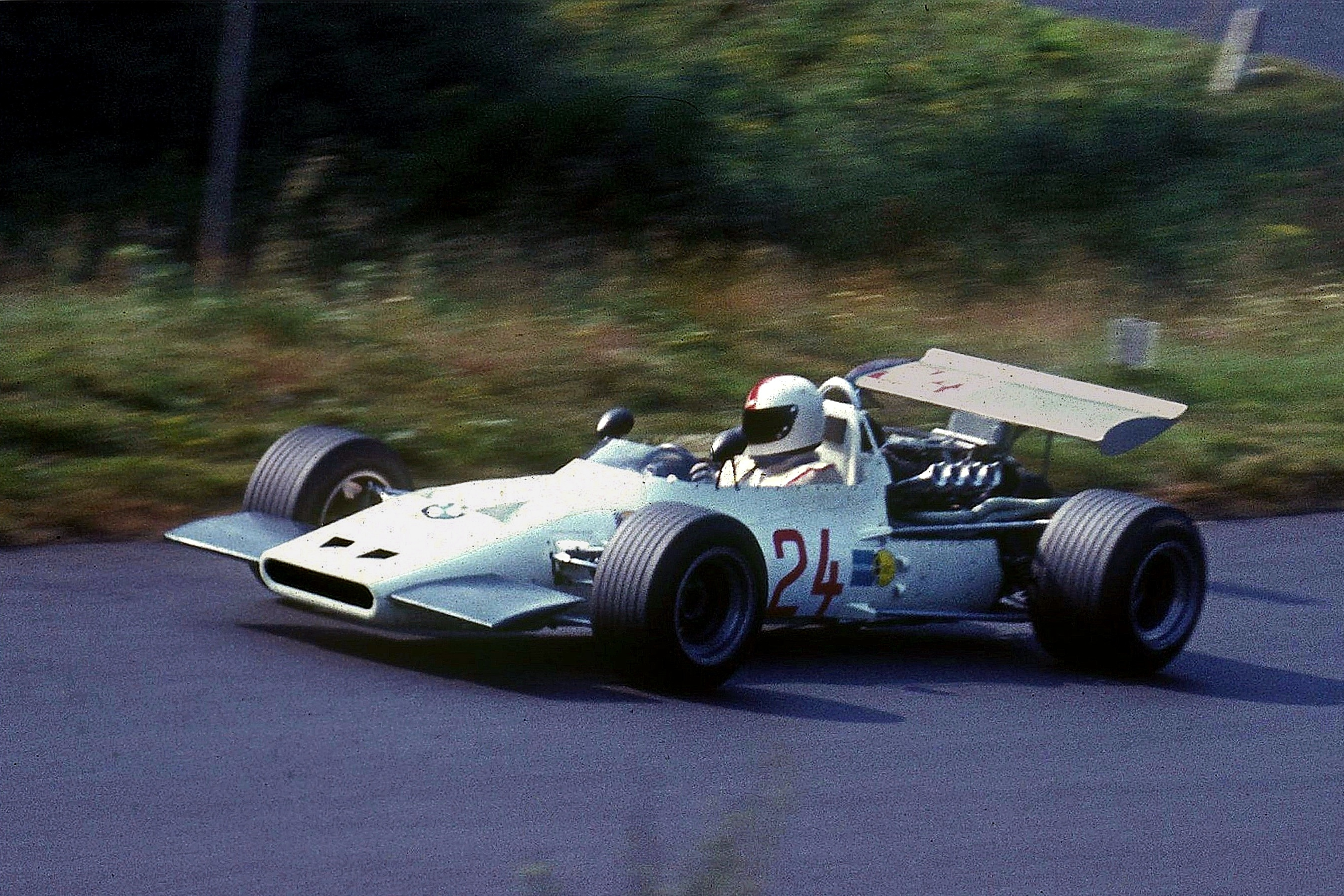
Gerhard Mitter, Nürburgring, 1 Augustus 1969, BMW F 269 enkele minuten voor het dodelijke ongeval

Gerhard Karl Mitter (Schönlinde, toenmalig Duitsland (Sudetenland), 30 augustus 1935 – 1 augustus 1969) was een Duits Formule 1-coureur. Hij reed tussen 1963 en 1969 7 Grands Prix voor de teams Ecurie Maarsbergen, Lotus, BMW en Brabham en scoorde hierin 3 punten.
Mitter overleed op 1 augustus 1969 aan de gevolgen van een ongeval tijdens de kwalificatie voor de Grand Prix Formule 1 van Duitsland 1969 op de Nürburgring.